# Caloplaca fuscorufa
Caloplaca fuscorufa är en lavart som beskrevs av H.Magn.. Caloplaca fuscorufa ingår i släktet orangelavar, och familjen Teloschistaceae. Arten är reproducerande i Sverige.